# Paradorodocia elongata
Paradorodocia elongata är en skalbaggsart som beskrevs av Olivier Montreuil 2010. Paradorodocia elongata ingår i släktet Paradorodocia och familjen Rutelidae. Inga underarter finns listade i Catalogue of Life.